# 國舅羽花介
國舅羽花介（学名：Cytheropteron kuochui）为尾花介科羽花介屬下的一个种。